# Nekrolog 2. Quartal 1933
Nekrolog
◄◄
| ◄
| 1929
| 1930
| 1931
| 1932
| 1933 | 1934 | 1935 | 1936 | 1937 | ► | ►►
1. Quartal |
2. Quartal |
3. Quartal |
4. Quartal 1933
Weitere Ereignisse | Allgemeiner Nekrolog 1933
Die Beschreibung der verstorbenen Person sollte so kurz wie möglich gehalten sein und nur deren signifikante Tätigkeit(en) enthalten.
Neue Namen ggf. auch unter dem Geburts- und Sterbedatum, also etwa unter 1. Januar und im Geburts- und Sterbejahr (2024) eintragen (nur bei entsprechender großer Wichtigkeit). Für Beispiele siehe die schon vorhandenen Artikel.
Außerdem über die fünf zuletzt Verstorbenen, zu denen es einen ausreichend guten Artikel für eine Präsentation auf der Hauptseite gibt, nach der todesbedingten Überarbeitung der Artikel ggf. auch unter Wikipedia Diskussion:Hauptseite informieren und sie am besten auch in den anderen Wikipedia-Sprachversionen eintragen. Tipp: Regelmäßig bei news.google.de nach „ist tot“, „gestorben“ oder „verstorben“ suchen.
Wenn eine Person gestorben ist, gibt es viele Seiten zu dieser Person in der Wikipedia, die davon auch betroffen sind und entsprechend aktualisiert werden müssen. Beispiele: Namenübersichtsseite, Geburtsjahr, Geburtsort-Seiten und viele mehr.
Wie finde ich die betroffenen Seiten?
Im Suchfeld auf der linken Seite gibt man den Suchbegriff so ein: „Vorname Nachname“. Dann klickt man auf Volltext und alle Seiten mit entsprechendem Suchtext werden aufgerufen. Hier sieht man dann schnell, wo auch das Todesjahr Sinn macht oder sogar ein Teil des Artikels angepasst werden muss. Auch hilft das „Werkzeug“ auf der linken Seite sehr gut, um solche Seiten aufzufinden: „Links auf diese Seite“. Somit ist die Wikipedia wieder aktuell in allen Bereichen! Hinweis: bei Eintragung der Kategorie „Gestorben JAHR“ wird der Missbrauchsfilter 49 ausgelöst, was jedoch nicht schlimm ist. Siehe: Spezial:Missbrauchsfilter/49
Dies ist eine Liste von im zweiten Quartal 1933 verstorbenen bekannten Persönlichkeiten. Die Einträge erfolgen innerhalb der einzelnen Daten alphabetisch sortiert. Tiere sind im Nekrolog für Tiere zu finden.

## April
| Tag       | Name                                       | Beruf, bekannt als | Alter | Beleg |
| --------- | ------------------------------------------ | --- | ----- | ----- |
| 1. April  | Charles Andler                             | französischer Germanist | 67    |       |
| 1. April  | Otto Lubarsch                              | deutscher Pathologe und Hochschullehrer                                                                                    | 73    |       |
| 1. April  | Friedrich Schumm                           | deutscher Jurist und NS-Opfer                                                                                              | 31    |       |
| 1. April  | Aleksei Sorokin                            | estländischer Jurist und Politiker, Mitglied des Riigikogu                                                                 | 45    |       |
| 1. April  | Frederic Thesiger, 1. Viscount Chelmsford  | britischer Kolonialbeamter und Vizekönig von Indien                                                                        | 64    |       |
| 2. April  | Paul Biensfeldt                            | deutscher Film- und Theaterschauspieler                                                                                    | 64    |       |
| 2. April  | Hermine Galfy                              | Opernsängerin (Sopran) und Gesangspädagogin                                                                                | 76    |       |
| 2. April  | Wilhelm Kleefeld                           | deutscher Musikschriftsteller                                                                                              | 65    |       |
| 2. April  | Gaétan de Knyff                            | belgischer Automobilrennfahrer                                                                                             | 61    |       |
| 2. April  | Christian Mehlis                           | deutscher Historiker | 82    |       |
| 2. April  | Johannes Meyer-Ellerhorst                  | deutscher Verwaltungsjurist                                                                                                | 75    |       |
| 3. April  | Georg Bell                                 | deutscher Agent | 34    |       |
| 3. April  | Gustave Chauvet                            | französischer Geologe, Prähistoriker und Archäologe                                                                        | 93    |       |
| 3. April  | Charles-August Mengin                      | französischer Bildhauer und Maler des akademischen Realismus                                                               | 79    |       |
| 3. April  | Wilson Mizner                              | US-amerikanischer Dramatiker, Erzähler und Unternehmer                                                                     | 56    |       |
| 3. April  | Arno Philippsthal                          | deutscher jüdischer Arzt                                                                                                   | 45    |       |
| 4. April  | Libero Andreotti                           | italienischer Bildhauer, Illustrator und Keramiker                                                                         | 57    |       |
| 4. April  | Franz Burger                               | deutscher Altphilologe und Gymnasiallehrer                                                                                 | 52    |       |
| 4. April  | George Calnan                              | US-amerikanischer Fechter                                                                                                  | 33    |       |
| 4. April  | Walter Burton Harris                       | Korrespondent der „The Times“ in Marokko                                                                                   | 66    |       |
| 4. April  | William A. Moffett                         | US-amerikanischer Admiral                                                                                                  | 63    |       |
| 4. April  | Otto Renois                                | deutscher Kommunist und Widerstandskämpfer                                                                                 | 40    |       |
| 4. April  | Arve Staxrud                               | norwegischer Offizier, Polarforscher und Topograph                                                                         | 51    |       |
| 4. April  | Ewald Sträßer                              | deutscher Komponist | 65    |       |
| 5. April  | Earl Derr Biggers                          | US-amerikanischer Krimi-Schriftsteller                                                                                     | 48    |       |
| 5. April  | Dennis A. Blakeslee                        | US-amerikanischer Politiker                                                                                                | 77    |       |
| 5. April  | Harald Friedrich                           | deutscher Maler, Enkel von Caspar David Friedrich                                                                          | 74    |       |
| 5. April  | Hjalmar Mellin                             | finnischer Mathematiker | 78    |       |
| 5. April  | Walter Edmund Roth                         | Ethnologe und Protektor der Aborigines im Northern Territory, in Queensland und Guyana                                     | 72    |       |
| 5. April  | Alfred Rotter                              | deutscher Theaterbetreiber                                                                                                 | 46    |       |
| 5. April  | Roderich Stintzing                         | deutscher Mediziner | 79    |       |
| 5. April  | Oscar Wichtendahl                          | deutscher Kirchenmaler | 72    |       |
| 6. April  | Arthur Messinger Comey                     | US-amerikanischer Chemiker                                                                                                 | 71    |       |
| 6. April  | Fritz Rosenfelder                          | deutscher Unternehmer | 31    |       |
| 6. April  | Georg Zenker                               | deutscher Maler und Innenarchitekt                                                                                         | 63    |       |
| 7. April  | Alfred Dunlop                              | australischer Tennisspieler                                                                                                | 58    |       |
| 7. April  | Wilhelm Erben                              | österreichischer Historiker                                                                                                | 68    |       |
| 7. April  | Karl Stephan von Österreich                | Mitglied aus dem Hause Habsburg-Lothringen und Admiral der österreich-ungarischen Marine                                   | 72    |       |
| 7. April  | Raymond Paley                              | englischer Mathematiker | 26    |       |
| 8. April  | Morita Tsunetomo                           | japanischer Maler | 51    |       |
| 9. April  | Henriëtte Asscher                          | niederländische Malerin | 74    |       |
| 9. April  | Alfred Friedländer                         | österreichischer Maler | 72    |       |
| 9. April  | Josef Garber                               | österreichischer Kunsthistoriker und Denkmalpfleger                                                                        | 50    |       |
| 9. April  | Sigfrid Karg-Elert                         | deutscher Musiktheoretiker und Komponist                                                                                   | 55    |       |
| 9. April  | Wilhelm Reupke                             | deutscher politischer Funktionär und Politiker (SPD, USPD)                                                                 | 55    |       |
| 9. April  | Anna Schaper                               | deutsche Politikerin (DNVP), MdHB                                                                                          | 65    |       |
| 10. April | Bruno Bloch                                | Schweizer Dermatologe und Hochschullehrer                                                                                  | 55    |       |
| 10. April | Henry van Dyke                             | US-amerikanischer Geistlicher, Dichter und Diplomat                                                                        | 80    |       |
| 10. April | Martin Frommhold                           | deutscher Jurist, Bürgermeister auf Sylt und in Stade, Autor und Opfer des Nationalsozialismus                             | 52    |       |
| 10. April | Charles F. Ogden                           | US-amerikanischer Politiker                                                                                                | 60    |       |
| 10. April | John R. Ramsey                             | US-amerikanischer Politiker                                                                                                | 70    |       |
| 10. April | Carl Schümichen                            | deutscher Architekt | 70    |       |
| 10. April | Matthias Theisen                           | deutscher Politiker (KPD, SPD) und NS-Opfer                                                                                | 48    |       |
| 10. April | Arthur Weiner                              | deutscher Rechtsanwalt und NS-Opfer                                                                                        | 55    |       |
| 10. April | Georg Wolters                              | deutscher Tier- und Jagdmaler                                                                                              | 72    |       |
| 11. April | Jules Piccard                              | Schweizer Chemiker | 92    |       |
| 11. April | Marie von Redwitz                          | deutsche Schriftstellerin                                                                                                  | 76    |       |
| 11. April | Karl Schmitz-Scholl senior                 | deutscher Unternehmer | 64    |       |
| 11. April | Walter von Sterneck                        | österreichischer Gutsbesitzer und Politiker                                                                                | 80    |       |
| 12. April | Adelbert Ames                              | US-amerikanischer Politiker und General der Nordstaaten im Amerikanischen Bürgerkrieg und im Spanisch-Amerikanischen Krieg | 97    |       |
| 12. April | Lola Artot de Padilla                      | französische Sopranistin                                                                                                   | 56    |       |
| 12. April | Rudolf Benario                             | deutscher Rechtsanwalt | 24    |       |
| 12. April | Andreas Blunck                             | deutscher Jurist und Politiker (DDP), MdHB, MdR                                                                            | 61    |       |
| 12. April | Ernst Kloß                                 | deutscher Boxer | 25    |       |
| 12. April | Zelia Nuttall                              | US-amerikanische Archäologin und Anthropologin                                                                             | 75    |       |
| 12. April | August Rodenberg                           | US-amerikanischer Tauzieher                                                                                                | 59    |       |
| 12. April | Gustav Römheld                             | deutscher Kabinettsrat und Museumsdirektor                                                                                 | 72    |       |
| 12. April | Moritz Schur                               | österreichischer Textilunternehmer                                                                                         | 73    |       |
| 12. April | Carl Ulrich                                | deutscher Politiker (SPD), MdR und erster Ministerpräsident des „Volksstaates Hessen“ (1919–1928)                          | 80    |       |
| 13. April | Jacob Fischer                              | österreichischer Musikpädagoge und Komponist                                                                               | 83    |       |
| 13. April | Franz Iffland                              | deutscher Bildhauer und Maler                                                                                              | 70    |       |
| 13. April | Albert Janka                               | deutscher Politiker (KPD), MdR                                                                                             | 25    |       |
| 13. April | Eugen Kampf                                | deutscher Maler der Düsseldorfer Schule                                                                                    | 72    |       |
| 13. April | Jori Saarnio                               | finnischer Opernsänger, Theaterschauspieler und Stummfilmschauspieler                                                      | 44    |       |
| 14. April | Carl von Bülow                             | deutscher Zoologe | 75    |       |
| 14. April | Daniel Hunter McMillan                     | kanadischer Politiker, Vizegouverneur von Manitoba                                                                         | 87    |       |
| 15. April | Dietlof von Arnim-Boitzenburg              | preußischer Junker und deutscher Politiker                                                                                 | 65    |       |
| 15. April | Christian Karl von Byla                    | deutscher Politiker | 75    |       |
| 15. April | Hugo Hanitsch                              | deutscher Richter | 81    |       |
| 15. April | George Saling                              | US-amerikanischer Hürdenläufer                                                                                             | 23    |       |
| 16. April | Adalbert Gülzow                            | deutscher Musiker | 70    |       |
| 16. April | Harold Ainsworth Peto                      | britischer Architekt und Gartengestalter                                                                                   | 78    |       |
| 17. April | Harriet Brooks                             | kanadische Atomphysikerin                                                                                                  | 56    |       |
| 17. April | Dionigio Canestrari                        | italienischer Organist und Komponist                                                                                       | 68    |       |
| 17. April | Adam Dembicki von Wrocien                  | österreichischer Feldmarschall                                                                                             | 83    |       |
| 17. April | Mary Scheller                              | deutsche Stummfilmschauspielerin                                                                                           | 75    |       |
| 18. April | Srećko Albini                              | kroatischer Komponist, Dirigent und Musikredakteur                                                                         | 63    |       |
| 18. April | Józef Boguski                              | polnischer Chemiker | 79    |       |
| 18. April | Albrecht von Graefe                        | deutscher Politiker (DVFP), MdR                                                                                            | 65    |       |
| 18. April | Louis Ernst Grünewald                      | deutscher Kaufmann und Unternehmer                                                                                         | 81    |       |
| 18. April | Willy Pastor                               | deutscher Kunst- und Kulturkritiker, Historiker und Schriftsteller                                                         | 65    |       |
| 18. April | Gustav Schönherr                           | deutscher kommunistischer Widerstandskämpfer gegen den Nationalsozialismus                                                 | 43    |       |
| 18. April | Webster Thayer                             | US-amerikanischer Richter                                                                                                  | 75    |       |
| 19. April | Ernest William Hobson                      | britischer Mathematiker | 76    |       |
| 19. April | Richard Pick                               | deutscher Kommunalpolitiker                                                                                                | 75    |       |
| 19. April | Adolf Stoltze                              | deutscher Journalist und Dichter                                                                                           | 90    |       |
| 19. April | Siegfried Strakosch                        | österreichischer Industrieller und Agrarfachmann                                                                           | 65    |       |
| 19. April | Karl Swoboda                               | österreichischer Gewichtheber                                                                                              | 50    |       |
| 19. April | William Tietkens                           | britischer Entdeckungsreisender und Prospektor in Australien                                                               | 88    |       |
| 20. April | Robert Hippolyte de Forcrand               | französischer Chemiker | 76    |       |
| 20. April | William Lancaster                          | britischer Pilot und Abenteurer                                                                                            |       |       |
| 20. April | Georg Macco                                | deutscher Landschaftsmaler und Illustrator                                                                                 | 70    |       |
| 20. April | Boris Lwowitsch Rosing                     | russischer Physiker und Pionier im Bereich des Fernsehens                                                                  | 63    |       |
| 20. April | Siegfried Türkel                           | österreichischer Kriminalist                                                                                               | 58    |       |
| 20. April | Friedrich Wilhelm zu Ysenburg und Büdingen | deutscher Standesherr | 82    |       |
| 21. April | Andreas Kerschbaum                         | deutscher Landwirt und Politiker (DDP, DBP), MdR                                                                           | 59    |       |
| 21. April | Erwin Volkmar                              | deutscher Boxer | 26    |       |
| 22. April | Karl Gehlen                                | deutscher Luftfahrtingenieur                                                                                               | 50    |       |
| 22. April | Heinrich Robert Lindner                    | deutscher Eisenbahningenieur                                                                                               | 81    |       |
| 22. April | Henry Royce                                | britischer Pionier des Autobaus, Gründer des Unternehmens Rolls-Royce                                                      | 70    |       |
| 22. April | Franz Schneider                            | deutscher Kommunist und NS-Opfer                                                                                           |       |       |
| 22. April | Leon Wałęga                                | polnischer Geistlicher, Bischof von Tarnów                                                                                 | 74    |       |
| 23. April | Heinrich Brunstermann                      | deutscher Jurist und Politiker (DR), MdR                                                                                   | 67    |       |
| 23. April | Fritz Gumpert                              | deutscher Arbeiter und Widerstandskämpfer gegen den Nationalsozialismus                                                    | 40    |       |
| 24. April | Felix Adler                                | deutschamerikanischer Philosoph, Hochschullehrer                                                                           | 81    |       |
| 24. April | Peter Donnhäuser                           | nationalsozialistischer Jugendführer im Sudetenland                                                                        | 32    |       |
| 24. April | Gustav Adolf Glinz                         | Schweizer reformierter Pfarrer und evangelisch-hochkirchlicher Bischof in der Sukzession des Joseph René Vilatte           | 55    |       |
| 24. April | Ricardo Jaimes Freyre                      | bolivianischer Schriftsteller und Diplomat                                                                                 | 64    |       |
| 24. April | Wilhelm von Schoen                         | Staatssekretär des Deutschen Reiches                                                                                       | 81    |       |
| 25. April | Helmuth Bohm                               | deutscher Offizier und Ritter des „Pour le Mérite“                                                                         | 60    |       |
| 25. April | William Ellicott                           | britischer Sportschütze |       |       |
| 25. April | Adèle Huguenin                             | Schweizer Schriftstellerin und Lehrerin                                                                                    | 76    |       |
| 25. April | Franz von Nopcsa                           | ungarisch-österreichischer Paläontologe und Geologe                                                                        | 55    |       |
| 25. April | Paul Warncke                               | deutscher Bildhauer und Schriftsteller                                                                                     | 66    |       |
| 26. April | Erich Baron                                | deutscher Journalist und Widerstandskämpfer gegen den Nationalsozialismus                                                  | 51    |       |
| 26. April | Konrad Beyerle                             | deutscher Rechtswissenschaftler und Politiker (Zentrum, BVP), MdR                                                          | 60    |       |
| 26. April | Georg von Georgievics                      | österreichischer Chemiker                                                                                                  | 73    |       |
| 26. April | Norbert Regensburger                       | deutscher Rechtsanwalt und Politiker                                                                                       | 46    |       |
| 26. April | Roy Stewart                                | US-amerikanischer Stummfilmschauspieler, Filmschauspieler und Drehbuchautor                                                | 49    |       |
| 27. April | Anna Blos                                  | deutsche sozialdemokratische Politikerin                                                                                   | 66    |       |
| 27. April | Friedrich von Friedeburg                   | preußischer Generalleutnant im Ersten Weltkrieg                                                                            | 67    |       |
| 27. April | Albert Funk                                | deutscher Politiker (KPD), MdR und Widerstandskämpfer                                                                      | 38    |       |
| 27. April | Hermann Jacobsohn                          | deutscher Altphilologe | 53    |       |
| 27. April | Matilda Cullen Knowles                     | irische Botanikerin | 69    |       |
| 27. April | Geoffrey Salmond                           | britischer Luftwaffenbefehlshaber                                                                                          | 54    |       |
| 27. April | Eugen Taucher                              | deutscher Politiker (ZENTRUM, BVP)                                                                                         | 69    |       |
| 27. April | Gregor Zerbe                               | deutscher Landwirt und Politiker                                                                                           | 55    |       |
| 28. April | Martin Carbe                               | deutscher Rechtsanwalt | 61    |       |
| 28. April | Friedrich Wilhelm Fey                      | Direktor der Provinz Starkenburg                                                                                           | 78    |       |
| 28. April | Josef Nechemja Kornitzer                   | ungarisch-polnischer Rabbiner                                                                                              | 52    |       |
| 28. April | Hermann Sahli                              | Schweizer Internist | 76    |       |
| 28. April | Cornelis van Vollenhoven                   | niederländischer Rechtswissenschaftler                                                                                     | 58    |       |
| 29. April | Paul Ascheberg                             | deutsch-russischer römisch-katholischer Geistlicher und Märtyrer                                                           |       |       |
| 29. April | Fritz Beckmann                             | deutscher Schauspieler und Bühnenregisseur                                                                                 |       |       |
| 29. April | Clay Stone Briggs                          | US-amerikanischer Politiker                                                                                                | 57    |       |
| 29. April | Emil Göller                                | deutscher Kirchenhistoriker                                                                                                | 59    |       |
| 29. April | Lebrecht Henneberg                         | deutscher angewandter Mathematiker und Hochschullehrer, Professor für Mechanik                                             | 82    |       |
| 29. April | Konstantinos Kavafis                       | griechischer Schriftsteller                                                                                                | 70    |       |
| 29. April | Theodor Christian Körner                   | deutscher Politiker (BDL, DNVP), MdR                                                                                       | 69    |       |
| 29. April | Adolf Schlaberg                            | sächsischer Offizier und Schriftsteller                                                                                    | 93    |       |
| 30. April | Abraham Aguilera Bravo                     | chilenischer Ordenspriester und römisch-katholischer Bischof                                                               | 49    |       |
| 30. April | Andreas von Flotow                         | deutscher Politiker (NSDAP), MdR                                                                                           | 32    |       |
| 30. April | Hiasl Maier-Erding                         | deutscher Maler | 38    |       |
| 30. April | Anna de Noailles                           | französische Lyrikerin und Schriftstellerin                                                                                | 56    |       |
| 30. April | Josef Reil                                 | österreichischer Politiker (CS), Landtagsabgeordneter und Landtagspräsident                                                | 55    |       |
| 30. April | Luis Miguel Sánchez Cerro                  | peruanischer General und Politiker, Präsident von Peru (1930–1931 und 1931–1933)                                           | 43    |       |
| 30. April | Friedrich Wilhelm von Schwartzkoppen       | preußischer Offizier und als Oberst a. D. militärischer Leiter der Zentrale des Selbstschutzes Oberschlesien               | 59    |       |
|           | Erhard Heiden                              | zweiter Reichsführer SS der Schutzstaffel                                                                                  | 32    |       |
|           | Octave Lebesgue                            | französischer Journalist                                                                                                   | 75    |       |

## Mai
| Tag     | Name                                         | Beruf, bekannt als | Alter | Beleg |
| ------- | -------------------------------------------- | --- | ----- | ----- |
| 1. Mai  | Carl Roman Abt                               | Schweizer Maschineningenieur, Erfinder und freier Unternehmer                                                         | 82    |       |
| 1. Mai  | Thomas Ashton, 1. Baron Ashton of Hyde       | britischer Politiker, Mitglied des House of Commons, Unternehmer und Peer                                             | 78    |       |
| 1. Mai  | Harriet Ellen Siderovna von Rathlef-Keilmann | deutsch-baltische Bildhauerin                                                                                         | 46    |       |
| 1. Mai  | Hans Schmidt                                 | deutscher Religionshistoriker, Literator, Pädagoge und Philosoph                                                      |       |       |
| 1. Mai  | Rudolf Walther-Fein                          | österreichischer Schauspieler, Filmregisseur, Produktionsleiter und Drehbuchautor                                     | 57    |       |
| 2. Mai  | Otto Alder                                   | Ostschweizer Textilindustrieller                                                                                      | 84    |       |
| 2. Mai  | Georg Kaul                                   | deutscher Politiker der Sozialdemokratischen Partei Deutschlands (SPD)                                                | 59    |       |
| 2. Mai  | Richard Marcus                               | deutscher Verwaltungsbeamter                                                                                          | 49    |       |
| 2. Mai  | Juliano Moreira                              | brasilianischer Psychiater                                                                                            | 61    |       |
| 2. Mai  | Michael Rodenstock                           | deutscher Gewerkschafter                                                                                              | 48    |       |
| 2. Mai  | Léon Saint-Paul                              | französischer Autorennfahrer                                                                                          | 41    |       |
| 3. Mai  | August Bahrenberg                            | deutscher Bergmann und Gemeindevorsteher                                                                              | 55    |       |
| 3. Mai  | Joseph Franz Baumeister                      | deutscher Bildhauer                                                                                                   | 76    |       |
| 3. Mai  | Leopold von Hauer                            | österreichischer General                                                                                              | 79    |       |
| 3. Mai  | Leonard Huxley                               | britischer Lehrer, Autor und Herausgeber                                                                              | 72    |       |
| 3. Mai  | Frederick Kerr                               | britischer Theater- und Filmschauspieler                                                                              | 74    |       |
| 3. Mai  | Otto Polysius                                | deutscher Ingenieur und Industrieller, Ehrenbürger von Dessau                                                         | 69    |       |
| 3. Mai  | Peggy Sinclair                               | inspirierte Samuel Beckett zu seinem ersten Roman                                                                     | 22    |       |
| 4. Mai  | Saliamonas Banaitis                          | litauischer Politiker, Drucker und Verleger                                                                           | 66    |       |
| 4. Mai  | Friedrich Curtius                            | deutscher Verwaltungsjurist und Beamter, Landtagsabgeordneter, Amtsträger in der evangelischen Kirche                 | 81    |       |
| 4. Mai  | Tasziló Festetics                            | ungarischer Politiker, Pferdezüchter und Hofbeamter                                                                   | 82    |       |
| 4. Mai  | Berta Kiurina                                | österreichische Opernsängerin                                                                                         | 51    |       |
| 4. Mai  | Alexander Marshall Mackenzie                 | schottischer Architekt                                                                                                | 85    |       |
| 4. Mai  | Julius Rosemann                              | deutscher Politiker (SPD, USPD), MdR                                                                                  | 54    |       |
| 5. Mai  | Stephan Kekule                               | deutscher Jurist, Privatgelehrter, Heraldiker und Genealoge aus der Familie Kekulé von Stradonitz                     | 70    |       |
| 5. Mai  | Frederik Raben-Levetzau                      | dänischer Diplomat und Außenminister                                                                                  | 82    |       |
| 6. Mai  | Jean Couzian                                 | Bischof der armenisch-katholischen Kirche                                                                             | 59    |       |
| 6. Mai  | Arnold Heller                                | österreichischer Ingenieur und Schriftleiter                                                                          | 55    |       |
| 6. Mai  | Ernst Kromayer                               | deutscher Dermatologe und Hochschullehrer                                                                             | 70    |       |
| 6. Mai  | Li Ching-Yuen                                | chinesischer Kampfkünstler                                                                                            |       |       |
| 6. Mai  | François Pompon                              | französischer Bildhauer                                                                                               | 77    |       |
| 7. Mai  | Erich vom Bruch                              | Bürgermeister der Stadt Leer und frühes Opfer des Nationalsozialismus                                                 | 47    |       |
| 7. Mai  | Fritz Dressel                                | bayerischer Politiker                                                                                                 | 36    |       |
| 7. Mai  | Emil Kautz                                   | deutscher Verwaltungs- und Ministerialbeamter und Bankmanager                                                         | 67    |       |
| 7. Mai  | Ferdinand Krismann                           | deutscher Mediziner und Lokalpolitiker                                                                                | 80    |       |
| 7. Mai  | Obizzo Malaspina di Carbonara                | italienischer Diplomat und Politiker, Gesandter Argentinien, Paraguay, Uruguay und im Osmanischen Reich sowie Senator | 77    |       |
| 7. Mai  | Nelly Neppach                                | deutsche Tennisspielerin                                                                                              | 41    |       |
| 7. Mai  | Ernst Oberfohren                             | deutscher Politiker (DNVP), MdR                                                                                       | 52    |       |
| 8. Mai  | Bonaventura Cerretti                         | italienischer Kardinal der römisch-katholischen Kirche                                                                | 60    |       |
| 8. Mai  | Henry Cotton                                 | US-amerikanischer Psychiater                                                                                          | 56    |       |
| 8. Mai  | Ernst Eckstein                               | deutscher Politiker und Sozialist                                                                                     | 36    |       |
| 8. Mai  | Victor Mordechai Goldschmidt                 | deutscher Mineraloge                                                                                                  | 80    |       |
| 8. Mai  | Karla Grosch                                 | deutsche Gymnastiklehrerin und Tänzerin                                                                               | 28    |       |
| 8. Mai  | Michail Stepanowitsch Olminski               | russischer Revolutionär, Journalist, Historiker und Literaturkritiker                                                 | 69    |       |
| 9. Mai  | Joseph Götz                                  | deutscher Widerstandskämpfer und KPD-Funktionär                                                                       | 37    |       |
| 9. Mai  | John Arthur Jarvis                           | britischer Schwimmer                                                                                                  | 61    |       |
| 9. Mai  | Ernst Reins                                  | deutscher Maurer und Raubmörder                                                                                       | 25    |       |
| 10. Mai | Max Frank                                    | deutscher Rechtsanwalt und sozialdemokratischer Politiker                                                             | 62    |       |
| 10. Mai | Friedrich Heilmann                           | Landtagsabgeordneter                                                                                                  | 46    |       |
| 10. Mai | Bernhard Heymann                             | deutscher Chemiker | 72    |       |
| 10. Mai | Emanuel Kemper                               | deutscher Organist und Orgelbauer                                                                                     | 88    |       |
| 10. Mai | Selma Kurz                                   | österreichische Opernsängerin (Sopran)                                                                                | 58    |       |
| 10. Mai | Maria Theresia von Österreich-Toskana        | österreichische Erzherzogin                                                                                           | 70    |       |
| 11. Mai | Josef von Baechlé                            | österreichischer Jurist und Politiker (CS), Landtagsabgeordneter                                                      | 64    |       |
| 11. Mai | Adolf Biedermann                             | deutscher Politiker (SPD), MdHB, MdR                                                                                  | 52    |       |
| 11. Mai | Martin Hoop                                  | deutscher Kommunist                                                                                                   | 41    |       |
| 11. Mai | Otho Orlando Kurz                            | deutscher Architekt und Hochschullehrer                                                                               | 51    |       |
| 11. Mai | Johanna Tecklenborg                          | deutsche Malerin | 81    |       |
| 11. Mai | Paul Wessner                                 | deutscher Klassischer Philologe                                                                                       | 62    |       |
| 12. Mai | Gyula Krúdy                                  | ungarischer Schriftsteller und Prosaist                                                                               | 54    |       |
| 12. Mai | Hermanus Adrianus van Oosterzee              | niederländischer Landschaftsmaler                                                                                     |       |       |
| 12. Mai | Antonio Soldini                              | Schweizer Bildhauer und Politiker                                                                                     | 79    |       |
| 12. Mai | Franz Ziehm                                  | deutscher und Danziger Politiker                                                                                      | 67    |       |
| 13. Mai | Heinrich Anz                                 | deutscher Jurist | 53    |       |
| 13. Mai | Mykola Chwylowyj                             | ukrainischer Schriftsteller und Publizist                                                                             | 39    |       |
| 13. Mai | Bartholomäus Del Pero                        | Tiroler Dichter | 83    |       |
| 13. Mai | Paul Ernst                                   | deutscher Schriftsteller und Journalist                                                                               | 67    |       |
| 13. Mai | Karl von Fasbender                           | bayerischer General der Infanterie                                                                                    | 80    |       |
| 13. Mai | Karl Ludwig Hassmann                         | österreichischer Historienmaler und Karikaturist                                                                      | 64    |       |
| 13. Mai | Richard von Schubert                         | preußischer Offizier, zuletzt Generaloberst im Ersten Weltkrieg                                                       | 83    |       |
| 13. Mai | Ernest Torrence                              | britischer Schauspieler                                                                                               | 54    |       |
| 13. Mai | Paul Winkhaus                                | deutscher Arzt und Politiker (DDP)                                                                                    | 70    |       |
| 13. Mai | Cäsar Wolf                                   | deutscher Privatbankier und Freimaurer                                                                                | 58    |       |
| 14. Mai | Erich Gschöpf                                | österreichischer Architekt des Jugendstils                                                                            | 58    |       |
| 14. Mai | Arnold Hasse                                 | deutscher Verwaltungsjurist                                                                                           | 59    |       |
| 14. Mai | Hector Lemaire                               | französischer Bildhauer                                                                                               | 86    |       |
| 14. Mai | Sawa Morino                                  | japanische Tänzerin und Ballerina                                                                                     | 43    |       |
| 14. Mai | Wolodymyr Schemet                            | ukrainischer Journalist, Philologe und Politiker                                                                      | 59    |       |
| 14. Mai | Erich Schönfelder                            | deutscher Schauspieler und Filmregisseur                                                                              | 48    |       |
| 14. Mai | Juozas Žebrauskas                            | litauischer Fußballspieler                                                                                            | 28    |       |
| 15. Mai | Gustav Fink                                  | deutscher Politiker, Bürgermeister von Hannover                                                                       | 78    |       |
| 15. Mai | Hermann von François                         | preußischer General der Infanterie im Ersten Weltkrieg                                                                | 77    |       |
| 15. Mai | Thomas Sambola Jones                         | US-amerikanischer Diplomat                                                                                            | 73    |       |
| 16. Mai | Karol Adamiecki                              | polnischer Metallurg und Techniker im Hüttenwesen                                                                     | 67    |       |
| 16. Mai | Cynthia Blanche Curzon                       | britische Adelige und Politikerin                                                                                     | 34    |       |
| 16. Mai | Theodor Fontane jun.                         | deutscher Intendanturbeamter                                                                                          | 76    |       |
| 16. Mai | Filareto Kavernido                           | deutscher Anarchist                                                                                                   | 52    |       |
| 16. Mai | John Henry Mackay                            | deutscher Schriftsteller                                                                                              | 69    |       |
| 16. Mai | Alfred Meyer                                 | deutscher Zahnarzt und NS-Opfer                                                                                       | 35    |       |
| 16. Mai | Friedrich Neumayer                           | deutscher Rechtsanwalt und Manager                                                                                    | 76    |       |
| 16. Mai | Hans Schnorr von Carolsfeld                  | deutscher Bibliothekar                                                                                                | 70    |       |
| 17. Mai | Francis Hill Bigelow                         | amerikanischer Sammler und Autor                                                                                      | 74    |       |
| 17. Mai | Charles Hillyer Brand                        | US-amerikanischer Politiker                                                                                           | 72    |       |
| 17. Mai | Leonhard Hausmann                            | deutscher Politiker (KPD)                                                                                             | 30    |       |
| 18. Mai | Friedrich Mahling                            | deutscher Theologe | 68    |       |
| 18. Mai | Porter J. McCumber                           | US-amerikanischer Politiker (Republikanische Partei)                                                                  | 75    |       |
| 18. Mai | Otto Merz                                    | deutscher Automobilrennfahrer, Chauffeur und Mechaniker                                                               | 43    |       |
| 19. Mai | Wilhelm Aron                                 | deutsches NS-Opfer | 25    |       |
| 19. Mai | Carl Griese                                  | deutscher Lithograf, Fotograf, Verleger und Druckereibesitzer                                                         | 75    |       |
| 19. Mai | Frank Lewis Worthington Simon                | Architekt | 71    |       |
| 19. Mai | Rudolf Tarnow                                | plattdeutscher Schriftsteller                                                                                         | 66    |       |
| 20. Mai | Robert Burckhardt                            | deutscher Lederfabrikant                                                                                              | 59    |       |
| 20. Mai | Adam Iossifowitsch Ditrich                   | russischer Architekt                                                                                                  | 67    |       |
| 20. Mai | Karl Görge                                   | deutscher Kunstmaler, Filmarchitekt und Innenarchitekt                                                                | 60    |       |
| 20. Mai | Viktor von Hacker                            | österreichischer Chirurg                                                                                              | 80    |       |
| 20. Mai | Emil Kraeusel                                | deutscher Theologe | 78    |       |
| 21. Mai | Guy Bouriat                                  | französischer Autorennfahrer                                                                                          | 31    |       |
| 21. Mai | Albrecht von der Gabelentz                   | deutscher adliger Gutsbesitzer und Museumsleiter                                                                      | 59    |       |
| 21. Mai | Adolphe Giraldon                             | französischer Künstler                                                                                                | 78    |       |
| 21. Mai | Martin Haenichen                             | deutscher Pilot | 39    |       |
| 21. Mai | Max Kuchel                                   | Hamburger Landschafts- und Porträtmaler                                                                               | 73    |       |
| 21. Mai | Ernst Reinemer                               | deutscher Metallarbeiter und Mitglied des Provinziallandtages der Provinz Hessen-Nassau                               | 58    |       |
| 21. Mai | Émile Seeldrayers                            | belgischer Lepidopteroge und Fußballfunktionär sowie Genremaler und Illustrator der Düsseldorfer Schule               | 86    |       |
| 21. Mai | Josef Wiesheier                              | deutsches Mordopfer                                                                                                   | 25    |       |
| 22. Mai | Ștefan Dimitrescu                            | rumänischer Maler | 47    |       |
| 22. Mai | Sándor Ferenczi                              | ungarischer Psychoanalytiker, Neurologe und Autor                                                                     | 59    |       |
| 22. Mai | Hermann Gröninger                            | emsländischer Schriftsteller, Heimatdichter und Pionier der Hochmoorkultivierung                                      | 80    |       |
| 22. Mai | Eugen Emil Arthur Kulenkamp                  | Rechtsanwalt und Notar sowie Senator in Lübeck                                                                        | 72    |       |
| 22. Mai | John Francis O’Hern                          | US-amerikanischer Geistlicher, Bischof von Rochester                                                                  | 58    |       |
| 22. Mai | Emil Oberhoffer                              | deutsch-US-amerikanischer Dirigent, Komponist und Musikpädagoge                                                       | 65    |       |
| 22. Mai | Wilhelm Philipps                             | Theologe | 73    |       |
| 23. Mai | Hipólito Leopoldo Agudelo                    | kolumbianischer römisch-katholischer Geistlicher, Bischof von Pasto                                                   | 69    |       |
| 23. Mai | John Froehlich                               | US-amerikanischer Erfinder deutscher Abstammung                                                                       | 83    |       |
| 23. Mai | Léon van der Elst                            | belgischer Diplomat                                                                                                   | 77    |       |
| 23. Mai | Ivan Roškar                                  | österreichischer bzw. jugoslawischer Politiker                                                                        | 73    |       |
| 23. Mai | August von Wotawa                            | österreichischer Politiker (GVP), Abgeordneter zum Nationalrat                                                        | 56    |       |
| 24. Mai | Ludovic Arrachart                            | französischer Pilot und Pionier der Luftfahrt                                                                         | 35    |       |
| 24. Mai | Wiktor Dolidse                               | georgisch-ossetisch-sowjetischer Komponist                                                                            | 42    |       |
| 24. Mai | Fred Nötzli                                  | Schweizer Wasserbauingenieur                                                                                          | 45    |       |
| 24. Mai | Alfred Strauß                                | deutscher Rechtsanwalt                                                                                                | 30    |       |
| 24. Mai | Rosslyn Wemyss, 1. Baron Wester Wemyss       | britischer Offizier, zuletzt Admiral der Flotte, Erster Seelord (1917–1919)                                           | 69    |       |
| 25. Mai | Andrew Jackson Kirk                          | US-amerikanischer Politiker                                                                                           | 67    |       |
| 25. Mai | Julius Leisching                             | österreichischer Architekt und Museumsdirektor                                                                        | 67    |       |
| 25. Mai | William Anthony Shinkman                     | US-amerikanischer Schachkomponist                                                                                     | 85    |       |
| 26. Mai | Angelo Pavia                                 | italienischer Jurist, Politiker und Diplomat                                                                          | 75    |       |
| 26. Mai | Jimmie Rodgers                               | US-amerikanischer Country-Sänger                                                                                      | 35    |       |
| 26. Mai | Theodor Rogge                                | deutscher Architekt                                                                                                   | 79    |       |
| 27. Mai | William Councilman                           | US-amerikanischer Pathologe                                                                                           | 79    |       |
| 27. Mai | Lebrecht von Köller                          | deutscher Verwaltungsjurist und Landrat                                                                               | 72    |       |
| 27. Mai | James Loeb                                   | US-amerikanischer Bankier und Altphilologe                                                                            | 65    |       |
| 27. Mai | Achille Paroche                              | französischer Sportschütze                                                                                            | 65    |       |
| 27. Mai | Hugo Max Schulz                              | österreichischer Journalist                                                                                           | 63    |       |
| 27. Mai | Vjekoslav Spinčić                            | istrianisch-kroatischer Politiker                                                                                     | 84    |       |
| 27. Mai | Karl Georg von Treutler                      | deutscher Diplomat | 75    |       |
| 27. Mai | Hermann von Vietinghoff                      | preußischer General der Kavallerie                                                                                    | 81    |       |
| 28. Mai | Marga von Etzdorf                            | deutsche Fliegerin | 25    |       |
| 28. Mai | Franz Schröter                               | deutscher Marineoffizier, zuletzt Konteradmiral der Reichsmarine                                                      | 50    |       |
| 29. Mai | Erik Hildebrandt                             | deutscher Verwaltungsjurist und Landrat                                                                               | 47    |       |
| 29. Mai | Eckart Kehr                                  | deutscher Historiker                                                                                                  | 30    |       |
| 29. Mai | Franz Meyer                                  | Ingenieur und Optik-Konstrukteur                                                                                      | 64    |       |
| 29. Mai | Johann Peisker                               | österreichischer Sozial- und Wirtschaftshistoriker                                                                    | 82    |       |
| 29. Mai | Virgile Rossel                               | Schweizer Jurist, Politiker und Autor                                                                                 | 75    |       |
| 30. Mai | Semjon Aronowitsch Gerschgorin               | weißrussisch-sowjetischer Mathematiker                                                                                | 31    |       |
| 30. Mai | Emil Nacke                                   | deutscher Industrieller, Automobilbauer und Weingutsbesitzer                                                          | 89    |       |
| 31. Mai | Waldemar Björkstén                           | finnischer Segler | 59    |       |
| 31. Mai | Käte Hoch                                    | deutsche Malerin | 59    |       |
| 31. Mai | Olivier Klose                                | österreichischer Gymnasiallehrer und Archäologe                                                                       | 73    |       |
| 31. Mai | Warren C. Philbrook                          | US-amerikanischer Richter und Politiker                                                                               | 75    |       |
|         | Efthymios Kanellopoulos                      | griechischer Diplomat, Außen- und Wirtschaftsminister                                                                 | 60    |       |
|         | Norbert Krohmer                              | deutscher Kirchenmaler                                                                                                |       |       |
|         | Walter Reek                                  | deutscher Politiker                                                                                                   |       |       |
|         | Johannes Tolkiehn                            | deutscher Klassischer Philologe                                                                                       | 67    |       |

## Juni
| Tag      | Name                            | Beruf, bekannt als                                                                                                | Alter | Beleg |
| -------- | ------------------------------- | --- | ----- | ----- |
| 2. Juni  | Bess Brenck-Kalischer           | deutsche Dichterin                                                                                                | 54    |       |
| 2. Juni  | Sten De Geer                    | schwedischer Geograph                                                                                             | 47    |       |
| 2. Juni  | Frank Jarvis                    | US-amerikanischer Leichtathlet und Olympiasieger                                                                  | 54    |       |
| 3. Juni  | Solomon Comstock                | US-amerikanischer Politiker                                                                                       | 91    |       |
| 4. Juni  | Ahmet Haşim                     | türkischer Dichter                                                                                                |       |       |
| 4. Juni  | Herbert Basedow                 | australischer Anthropologe, Geologe, Politiker, Mediziner und Entdecker                                           | 51    |       |
| 4. Juni  | John Carpenter                  | US-amerikanischer Sprinter                                                                                        | 48    |       |
| 4. Juni  | Artur Ferdinandowitsch Loleit   | russischer Bauingenieur, Architekt und Hochschullehrer                                                            | 64    |       |
| 4. Juni  | Siegfried Popper                | österreichischer Schiffsingenieur                                                                                 | 84    |       |
| 5. Juni  | Karl Aner                       | evangelischer Theologe und Hochschullehrer                                                                        | 54    |       |
| 5. Juni  | Charles Bourdon                 | französischer Ingenieur                                                                                           | 85    |       |
| 5. Juni  | Frederick Coffay Yohn           | US-amerikanischer Maler                                                                                           | 58    |       |
| 6. Juni  | Sardar Mohammed Aziz Khan       | afghanischer Diplomat                                                                                             |       |       |
| 6. Juni  | Karl Gerlich                    | mährischer Naturforscher und Prähistoriker                                                                        | 67    |       |
| 6. Juni  | Kanaya Hanzō                    | japanischer General                                                                                               | 60    |       |
| 6. Juni  | Hermann von Le Suire            | deutscher Landschaftsmaler                                                                                        | 71    |       |
| 6. Juni  | C. Hooper Trask                 | US-amerikanischer Theaterschauspieler, Zeitungskorrespondent und Filmschauspieler                                 | 38    |       |
| 7. Juni  | Ludwig Ihmels                   | deutscher evangelisch-lutherischer Theologe und Landesbischof von Sachsen                                         | 74    |       |
| 7. Juni  | Leopold Langstein               | österreichischer Mediziner und Direktor des Kaiserin-Auguste-Victoria-Hauses (KAVH)                               | 57    |       |
| 7. Juni  | Norman Urquhart Meldrum         | britischer Biochemiker                                                                                            |       |       |
| 8. Juni  | Peter Burguburu                 | elsässischer Politiker                                                                                            | 63    |       |
| 8. Juni  | Joseph Lehmann                  | deutscher Rabbiner und Historiker                                                                                 | 60    |       |
| 8. Juni  | Toni Pfülf                      | deutsche Politikerin (SPD) und Mitglied der Nationalversammlung, MdR                                              | 55    |       |
| 8. Juni  | Eduard Schmid                   | Erster Bürgermeister von München                                                                                  | 71    |       |
| 8. Juni  | Paul Sollier                    | französischer Neurologe und Psychologe                                                                            | 71    |       |
| 8. Juni  | Václav Stříbrný                 | tschechischer Botaniker                                                                                           | 80    |       |
| 9. Juni  | Fernand Allard l’Olivier        | belgischer Maler                                                                                                  | 49    |       |
| 9. Juni  | Wilhelm Dieckmann               | deutscher Landwirt und Politiker (NSDAP), MdR                                                                     | 70    |       |
| 9. Juni  | Walther Poppitz                 | deutscher Politiker und Unternehmer                                                                               | 84    |       |
| 9. Juni  | Hildegart Rodríguez             | spanische Tochter von Aurora Rodríguez                                                                            | 18    |       |
| 10. Juni | Etienne Bosch                   | niederländischer Maler                                                                                            | 70    |       |
| 10. Juni | Maksimas Katche                 | deutsch-baltischer Generalleutnant und Teilnehmer an den litauischen Unabhängigkeitskämpfen (1918–1920)           | 53    |       |
| 10. Juni | Erich Leschke                   | deutscher Pathologe und Internist                                                                                 | 45    |       |
| 10. Juni | Georg von Struve                | deutsch-baltischer Astronom                                                                                       | 46    |       |
| 11. Juni | Hildegard Burjan                | österreichische Sozialpolitikerin (CS), Landtagsabgeordneter, Abgeordnete zum Nationalrat und Ordensgründerin     | 50    |       |
| 11. Juni | Robert Douglas Heaton           | US-amerikanischer Politiker                                                                                       | 59    |       |
| 11. Juni | Henry Seligmann                 | deutscher Münzhändler                                                                                             | 53    |       |
| 11. Juni | William C. Wright               | US-amerikanischer Politiker                                                                                       | 67    |       |
| 11. Juni | Eduard Zinßer                   | deutscher römisch-katholischer Geistlicher und Märtyrer                                                           | 57    |       |
| 12. Juni | Heinrich Brunar                 | tschechoslowakischer Notar, Politiker und Parlamentsabgeordneter                                                  | 56    |       |
| 12. Juni | Norbert Futterweit              | österreichischer Juwelier                                                                                         | 34    |       |
| 12. Juni | Valentin Herbert                | Landtagsabgeordneter Volksstaat Hessen                                                                            | 68    |       |
| 12. Juni | Heinrich Klingelhöfer           | deutscher Unternehmer und Abgeordneter                                                                            | 72    |       |
| 12. Juni | Otto Laue                       | deutscher Politiker                                                                                               | 57    |       |
| 12. Juni | Olga Osarowskaja                | russische bzw. sowjetische Folkloristin                                                                           | 58    |       |
| 13. Juni | Jakob Bissinger                 | deutscher Maler                                                                                                   | 59    |       |
| 13. Juni | Franz Drexler                   | deutscher Bildhauer                                                                                               | 75    |       |
| 13. Juni | Justus Flohr                    | deutscher Ingenieur                                                                                               | 78    |       |
| 13. Juni | Hermann Kurz                    | Schweizer Schriftsteller und Redakteur                                                                            | 52    |       |
| 13. Juni | Paul Reymann                    | deutscher Marineoffizier, zuletzt Fregattenkapitän, Vorstandsmitglied und Direktor der Schiffswerft Henry Koch AG | 53    |       |
| 14. Juni | Walter Braun                    | deutscher Verwaltungsjurist und Landrat                                                                           | 49    |       |
| 14. Juni | Justinien de Clary              | französischer Sportschütze                                                                                        | 73    |       |
| 14. Juni | Miguel Xavier dos Mártires Dias | portugiesisch-indischer Offizier und Kolonialverwalter                                                            |       |       |
| 14. Juni | Frank Longman                   | britischer Motorradrennfahrer                                                                                     |       |       |
| 14. Juni | Ilmari Manninen                 | finnischer Ethnograph                                                                                             | 38    |       |
| 14. Juni | Egon Pollak                     | tschechischer Dirigent                                                                                            | 54    |       |
| 14. Juni | Hans Prinzhorn                  | deutscher Psychiater und Kunsthistoriker                                                                          | 47    |       |
| 15. Juni | Heinz Welten                    | deutscher Schriftsteller                                                                                          | 57    |       |
| 15. Juni | Charles K. Wheeler              | US-amerikanischer Politiker                                                                                       | 70    |       |
| 16. Juni | Percy Stafford Allen            | britischer klassischer Philologe                                                                                  | 63    |       |
| 16. Juni | Chaim Arlosoroff                | zionistischer Politiker                                                                                           | 34    |       |
| 16. Juni | Franz Eisner                    | deutscher Bauingenieur                                                                                            | 37    |       |
| 16. Juni | Franz Zabza                     | österreichischer Architekt                                                                                        | 37    |       |
| 18. Juni | Anna von Bonin                  | deutsche Schriftstellerin                                                                                         | 76    |       |
| 18. Juni | Paul de Wailly                  | französischer Komponist                                                                                           | 79    |       |
| 19. Juni | Walter Arnold                   | deutscher Kommunalpolitiker, Oberbürgermeister von Mühlhausen und Gera                                            | 51    |       |
| 19. Juni | Clayton Wing Bedford            | US-amerikanischer Chemiker                                                                                        | 48    |       |
| 19. Juni | Bolivar E. Kemp                 | US-amerikanischer Politiker                                                                                       | 61    |       |
| 19. Juni | Kaarle Krohn                    | finnischer Folklorist                                                                                             | 70    |       |
| 19. Juni | Nikolai Wassiljewitsch Meschkow | russischer Unternehmer und Mäzen                                                                                  | 82    |       |
| 19. Juni | Jossele Rosenblatt              | ukrainischer Chasan und Komponist                                                                                 | 51    |       |
| 20. Juni | Richard Aßmann                  | deutscher Betriebsratsvorsitzender der AOK Berlin, Mordopfer Köpenickerblutwoche                                  | 57    |       |
| 20. Juni | Robert G. Cousins               | US-amerikanischer Politiker                                                                                       | 74    |       |
| 20. Juni | Erika Falgar                    | Schweizer Lehrerin und Frauenrechtlerin                                                                           | 66    |       |
| 20. Juni | Hilarius Gilges                 | deutscher Arbeiter und Schauspieler, Kommunist                                                                    | 24    |       |
| 20. Juni | Barry Miller                    | US-amerikanischer Politiker                                                                                       | 68    |       |
| 20. Juni | Ansgar Pöllmann                 | deutscher Benediktiner und Schriftsteller                                                                         | 61    |       |
| 20. Juni | Ludwig Vordermayer              | deutscher Bildhauer                                                                                               | 64    |       |
| 20. Juni | Clara Zetkin                    | deutsche Politikerin (SPD, USPD, KPD), MdR und Frauenrechtlerin                                                   | 75    |       |
| 21. Juni | Paul von Essen                  | deutscher Gewerkschafter, Mordopfer der Köpenicker Blutnacht (SPD)                                                | 47    |       |
| 21. Juni | Erich Janitzky                  | deutscher Kommunist und Mordopfer Köpenicker Blutwoche                                                            | 32    |       |
| 21. Juni | Franz Kobald                    | österreichischer Bildhauer                                                                                        | 66    |       |
| 21. Juni | Paul Pohle                      | deutscher Sozialdemokrat, Gewerkschafter, Opfer der Köpenicker Blutwoche                                          | 49    |       |
| 22. Juni | Edward B. Almon                 | US-amerikanischer Rechtsanwalt, Richter und Politiker                                                             | 73    |       |
| 22. Juni | Melville Best Anderson          | US-amerikanischer Romanist, Italianist und Anglist                                                                | 82    |       |
| 22. Juni | Matthias Baumgartner            | deutscher Philosoph                                                                                               | 68    |       |
| 22. Juni | Tim Birkin                      | britischer Autorennfahrer                                                                                         | 36    |       |
| 22. Juni | Conrad Fehr                     | dänisch-deutscher Maler, Grafiker und Bildhauer                                                                   | 78    |       |
| 22. Juni | Arthur May                      | deutscher Widerstandskämpfer                                                                                      | 30    |       |
| 22. Juni | Karl Pokern                     | deutscher Arbeitersportler, Mordopfer Köpenickerblutwoche (parteilos)                                             | 37    |       |
| 22. Juni | Wilhelm Rinkens                 | deutscher Komponist und Musikdirektor                                                                             | 54    |       |
| 22. Juni | Johann Schmaus                  | deutscher Sozialdemokrat, Gewerkschafter, Opfer der Köpenicker Blutwoche                                          | 53    |       |
| 22. Juni | Johannes Stelling               | deutscher Politiker (SPD), MdR, NS-Opfer                                                                          | 56    |       |
| 22. Juni | Stefan Szyller                  | polnischer Architekt                                                                                              | 75    |       |
| 23. Juni | Albert Champoudry               | französischer Mittel- und Langstreckenläufer                                                                      | 53    |       |
| 23. Juni | Frands Faber                    | dänischer Hockeyspieler                                                                                           | 36    |       |
| 23. Juni | Severin Lieblein                | norwegischer Schriftsteller                                                                                       | 67    |       |
| 23. Juni | Albert Schädlich                | deutscher Mundartdichter des westlichen Erzgebirges                                                               | 49    |       |
| 23. Juni | William Thomas Turner           | englischer Kapitän, unter anderem auf der Lusitania zur Zeit ihres Untergangs                                     | 76    |       |
| 24. Juni | Marie Anneler                   | Schweizer Glasmalerin und Schriftstellerin                                                                        | 79    |       |
| 24. Juni | Franz Guillery                  | deutscher Landschafts- und Porträtmaler                                                                           | 71    |       |
| 24. Juni | Sissieretta Jones               | US-amerikanische Opernsängerin                                                                                    |       |       |
| 24. Juni | Otto Richter                    | deutscher Jurist und Ministerialbeamter                                                                           | 79    |       |
| 24. Juni | Georgiana Solomon               | schottisch-britische Lehrerin, Suffragette und Sozialaktivistin                                                   | 88    |       |
| 24. Juni | Helmuth Unger                   | deutscher SA-Führer                                                                                               | 26    |       |
| 25. Juni | Anna Brigadere                  | lettische Schriftstellerin                                                                                        | 71    |       |
| 25. Juni | Jean Cugnot                     | französischer Bahnradsportler und Olympiasieger                                                                   | 33    |       |
| 25. Juni | Giovanni Giacometti             | Schweizer Maler und Grafiker                                                                                      | 65    |       |
| 25. Juni | Paul Hambruch                   | deutscher Ethnologe                                                                                               | 50    |       |
| 25. Juni | Kamil Hilbert                   | tschechischer Architekt                                                                                           | 64    |       |
| 26. Juni | Ludwig Hofmann                  | deutscher Architekt und Kirchenbaumeister                                                                         |       |       |
| 26. Juni | Henry R. A. Mallock             | englischer Ingenieur                                                                                              | 82    |       |
| 26. Juni | Emil Pommer                     | deutscher Landesökonomierat und Agrarwissenschaftler                                                              | 76    |       |
| 26. Juni | Josef Spitzer                   | deutscher Kommunist und Mordopfer Köpenicker Blutwoche                                                            | 25    |       |
| 27. Juni | John Aspin                      | britischer Segler                                                                                                 | 61    |       |
| 27. Juni | Alexander Hardcastle            | Kapitän der britischen Marine                                                                                     | 60    |       |
| 27. Juni | Walter Müller                   | deutscher Röntgenologe, Nationalsozialist und SS-Mitglied                                                         | 31    |       |
| 27. Juni | Otto Günther von Wesendonk      | deutscher Diplomat                                                                                                | 47    |       |
| 28. Juni | Josef Gammer                    | österreichischer Politiker (SDAP), Landtagsabgeordneter                                                           | 74    |       |
| 28. Juni | Victor Loewe                    | deutscher Historiker und Archivar                                                                                 | 61    |       |
| 28. Juni | Josef Ries                      | deutscher Buchhändler                                                                                             | 32    |       |
| 29. Juni | Roscoe Arbuckle                 | US-amerikanischer Schauspieler und Regisseur                                                                      | 46    |       |
| 29. Juni | Olaf Bull                       | norwegischer Dichter                                                                                              | 49    |       |
| 29. Juni | Wilhelm Engel                   | deutscher Ebenist (Kunstschreiner)                                                                                | 95    |       |
| 29. Juni | Gerhard Landmann                | deutscher Kaufmann und SS-Mann                                                                                    | 29    |       |
| 29. Juni | Berthold Otto                   | deutscher Reformpädagoge                                                                                          | 73    |       |
| 30. Juni | Ludwig Ebermayer                | Oberreichsanwalt                                                                                                  | 75    |       |
| 30. Juni | Erika Falgar                    | Operettensängerin und Schauspielerin                                                                              |       |       |
| 30. Juni | Edward Atkinson Hornel          | schottischer Maler                                                                                                | 68    |       |
| 30. Juni | Julius Rißmüller                | Oberbürgermeister von Osnabrück                                                                                   | 69    |       |
| 30. Juni | Karl Schulz                     | deutscher Politiker (SPD, KPD)                                                                                    | 49    |       |
| 30. Juni | Paul Spitzer                    | deutscher Kommunist und Mordopfer Köpenicker Blutwoche                                                            | 26    |       |